# Summer McIntosh
Summer McIntosh (* 18. August 2006 in Toronto, Ontario) ist eine kanadische Schwimmerin. Sie wurde bei den Olympischen Sommerspielen 2024 in Paris Olympiasiegerin über 200 und 400 Meter Lagen sowie 200 Meter Schmetterling.

## Karriere
McIntosh qualifizierte sich bei den kanadischen Olympiatrials im Alter von 14 Jahren für die Olympischen Spiele 2020 in Tokio.
Sie erreichte dort mit einem neuen kanadischen Rekord von 4:02,42 min den vierten Platz im Finale über 400 m Freistil.
Einen weiteren kanadischen Rekord stellte sie mit der 4 × 200-m-Freistilstaffel auf, mit der sie ebenfalls Platz vier erreichte. McIntosh trat ebenfalls in den Wettbewerben über 200 m Freistil (Platz 9) und über 800 m Freistil (Platz 11) an.
Bei den Schwimmweltmeisterschaften 2022 in Budapest gewann McIntosh vier Medaillen, wobei sie drei Juniorenweltrekorde aufstellte. Mit einer Zeit von 2:05,20 min wurde sie Weltmeisterin über 200 m Schmetterling. Eine zweite Goldmedaille gewann sie über 400 m Lagen mit einer Zeit von 4:32,04 min. Den dritten Rekord, 1:54,79 min über 200 m Freistil, stellte sie im Finale mit der 4 × 200-m-Freistilstaffel auf, mit der sie eine Bronzemedaille gewann. Über 400 m Freistil wurde McIntosh mit einem neuen kanadischen Rekord von 3:59,39 min Zweite hinter Katie Ledecky. Wegen ihrer großen Erfolge bei den Weltmeisterschaften wurde McIntosh in mehreren Medien „Schwimm-Wunderkind“ genannt.
Bei einem kanadischen Auswahlmeeting am 28. März 2023 in Toronto schwamm die erst 16-jährige über 400 m Freistil in 3:56,08 min einen neuen Weltrekord und verbesserte die alte Bestmarke von Ariarne Titmus um 0,32 Sekunden.
Über 400 m Lagen verbesserte sie nur wenige Tage später in 4:25,87 min den seit sieben Jahren bestehenden Weltrekord der Ungarin Katinka Hosszú.
Bei den Weltmeisterschaften 2023 gewann sie Gold über 200 Meter Schmetterling und Bronze über 200 Meter Freistil und stellte auf beiden Strecken einen neuen Juniorenweltrekord auf.
Bei den Olympischen Sommerspielen 2024 wurde McIntosh Olympiasiegerin über 200 Meter Schmetterling sowie über 200 und 400 Meter Lagen. Außerdem gewann sie über die 400 Meter Freistil die Silbermedaille. Im Dezember 2024 wurde McIntosh jeweils mit Weltrekord Kurzbahnweltmeisterin über 400 Meter Freistil, 400 Meter Lagen und 200 Meter Schmetterling.
Bei den kanadischen Trials 2025 in Victoria stellte McIntosh drei Weltrekorde auf. Über 400 Meter Freistil verbesserte sie den bisherigen Weltrekord der Australierin Ariarne Titmus (3:55,38 min). Sie schlug nach 3:54,18 Minuten an. Den über zehn Jahre alten vorherigen Weltrekord über 200 m Lagen von Katinka Hosszú unterbot McIntosh mit einer Zeit von 2:05,70 min. Über 400 m Lagen verbesserte McIntosh ihren eigenen Weltrekord auf 4:23,65 min.